# Schootsveld

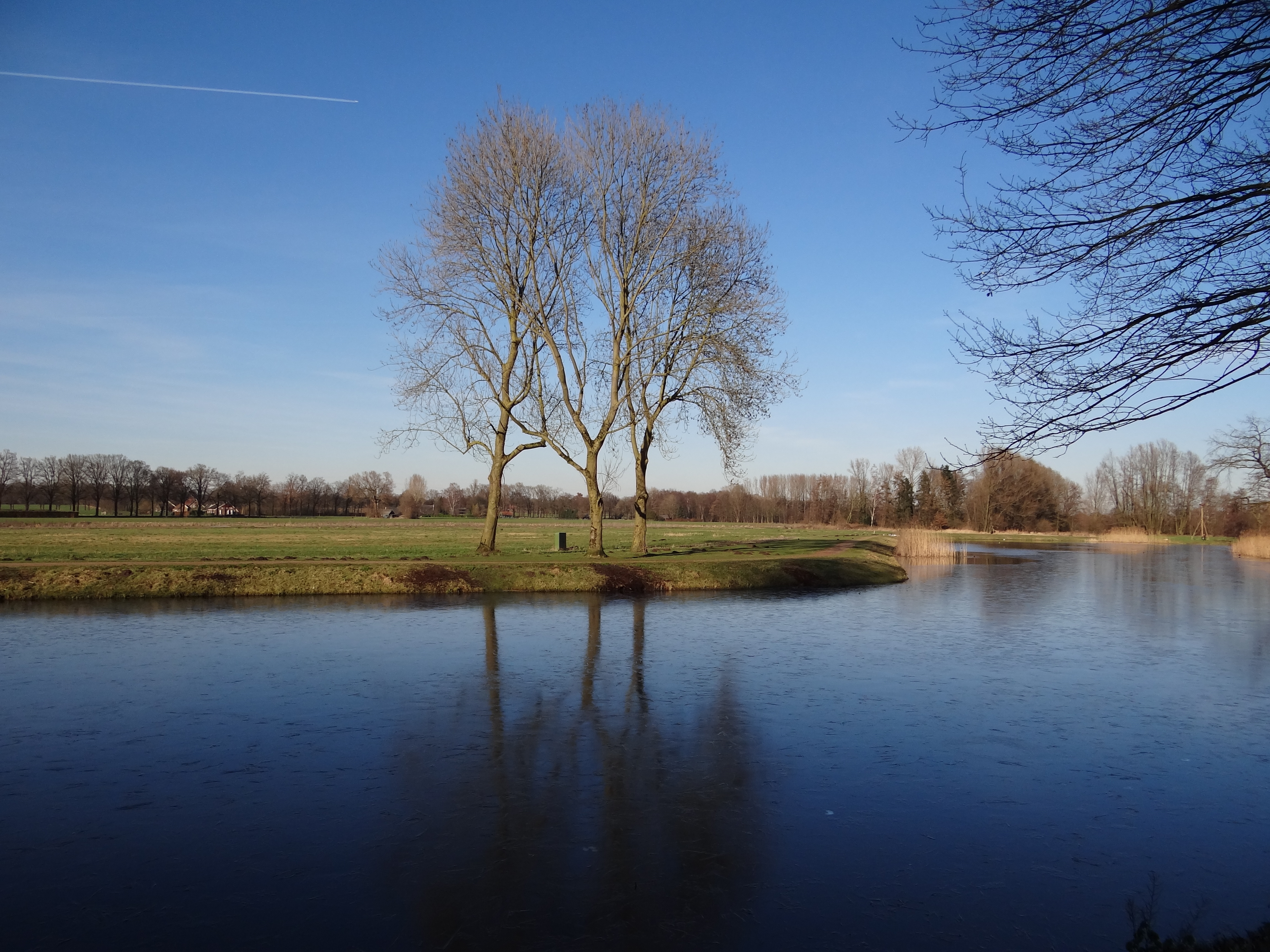
Voor de herinrichting van het vestingpark te Bredevoort werden aan de contrescarp vrijwel alle bomen gekapt zodat het oorspronkelijke schootsveld weer in ere werd gebracht.

Een schootsveld is, in algemene zin, het gebied dat door een vuurwapen bestreken wordt.
De term wordt gewoonlijk echter gebruikt om er het gebied mee aan te duiden dat door de artillerie van een fort of vestingwerk wordt bestreken. In een dergelijk gebied mochten geen zichtbeperkende objecten zoals woningen of beplantingen worden aangebracht. De Kringenwet uit 1853 is een voorbeeld van een maatregel om zulks te verhinderen. De ontmanteling van overbodig geworden vestingwerken maakte het voor de betreffende steden mogelijk om ook buiten de historische stadskernen woningen en bedrijven te vestigen.
Tegenwoordig wordt in de omgeving van sommige historische vestingsteden het schootsveld nog wel in ere gehouden, teneinde de oorspronkelijke situatie te behouden. Dit betekent dat de uitbreiding van een dergelijke stad met nieuwe woonwijken op enige afstand van de stadskern moet plaatsvinden.